# Mesochorus bahiae
Mesochorus bahiae là một loài tò vò trong họ Ichneumonidae.